# 尚邦堡
尚邦堡（法語：Chambon-le-Château，法語發音：[ʃɑ̃bɔ̃ lə ʃato]）是法国洛泽尔省的一个旧市镇，属于芒德区。2019年1月1日，尚邦堡与市镇圣桑福里安合并为新市镇贝莱尔瓦勒当斯，尚邦堡为新市镇行政中心。

## 地理
尚邦堡（44°51'11"N, 3°39'34"E）面积8.12 平方千米，位于法国奧克西塔尼大區洛泽尔省，该省份为法国南部内陆省份，北起上盧瓦爾省和康塔爾省，西接阿韦龙省，南至加尔省，东临阿尔代什省。
与尚邦堡接壤的市镇（或旧市镇、城区）包括：克鲁瓦桑斯、圣韦内朗、阿列河畔圣克里斯托夫、圣桑福里安、托拉斯。
尚邦堡的时区为UTC+01:00、UTC+02:00（夏令时）。

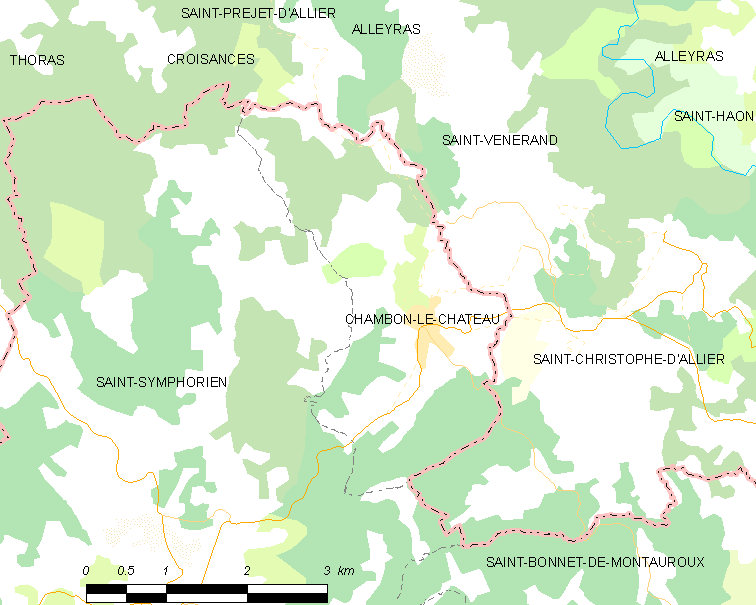
尚邦堡的OSM定位图

## 行政
尚邦堡的邮政编码为48600，INSEE市镇编码为48038。

## 政治
尚邦堡所属的省级选区为格朗里约县。

## 人口

1962-2008年间尚邦堡人口变化图示

尚邦堡于2018年1月1日时的人口数量为290人。